# 우에다 신야
우에다 신야(上田 晋也, うえだ しんや, 1970년 5월 7일 ~ )은 일본의 희극인, MC, 배우이다. 내추럴 에이트 소속. 크림스튜 태클 담당이며, 파트너는 아리타 텟페이다.

## 내력
구마모토현 구마모토시 출신. 구마모토 시립 히요시 초등학교, 구마모토 시립 조난 중학교, 구마모토 현립 세이세이코 고등학교 졸업. 고등학교 때 럭비부에서 지금의 파트너 아리타 텟페이를 만났다. 고교 졸업 후 구마모토의 재수학원에 다녔고, 이듬해 와세다 대학 교육학부 국어국문과에 입학했으나 중퇴했다.
희극인이 되겠다는 일념으로 연예기획사에 이력서를 보내기 바로 전날 친구 집에서 우연히 아리타와 재회했고 함께 이력서를 보내 합격했다. 우에다 본인은 한 번도 웃지 않았던 소재의 콩트로 사장 야마구치군과 다케다군을 보조하며 데뷔. 당시의 콤비명은 '바다자갈수어'(海砂利水魚, 가이자리스이교). 당시만 해도 海砂利水魚가 만담의 '주게무'에서 나온 단어인 것을 몰랐다.
TBS 《운난의 기분은 UP UP.》에서 서머~즈와의 그룹 이름 개명을 건 대결에서 패배, 우치무라 데루요시에 의해 크림스튜로 개명되었다.
2004년 12월 14일, 동향 출신의 일반 여성과 결혼. 2006년 6월 7일 첫째 딸을 얻었다. 2010년 12월 1일에는 공식 웹사이트를 통해 둘째 아들의 출생을 발표했다.

## 인물
- 현재는 태클 담당이지만, 데뷔 때는 보케(헛소리) 담당이었다.

- 연예계에서 알아주는 지식 왕. TV 아사히 《도라의 문》 코너 '지식 왕 결정전'에서 3회 연속 지식 왕이 되었고, 이 후 집필, 교육 프로그램에도 출연했다. 《천재 비트군》(NHK)에 출연해 단독으로 활약했다. 딴지(예 : 프로그램 녹화에 어린이들이 졸졸 쫓아오자 "졸졸 쫓아오는데, 이거 록키 촬영 아니거든!"이나, "안토니오 이노키와 킹콩 번디의 보디 슬램 매치 같은데!", "아토 카이랑 가토 아이는 다르거든!", 《샤베쿠리 007》에서 야타베가 전혀 말을 하지 않자 "설국의 경차냐?"라는 등, 무언가를 비유하는 것이 특징이다)가 특기.

- 《크림 어쩌고》, 《시루시루미시루》에서는 괴롭히는 포지션.

- 화술에 뛰어나 버라이어티에 익숙하지 않은 배우나 스포츠 선수 등에게서 이야기를 끌어내는 것에 능하다.

- 시마다 신스케는 《샤베쿠리 007》에 출연했을 때 "가장 많은 30대 희극인 중에서 우에다가 최고다.", "우에다나 나나쿠라 준은 나중에도 잘나갈 것 같아. 이 두 사람이 쉽게 살아남을 수 있을만큼 연예계가 만만하지 않지만, 너희 (호리우치 켄, 아리타 텟페이, 하라다 다이조)가 선수칠 일은 없다.", "자신을 겸허하게 평가하는 우에다는 위협적이다. 그런 놈은 실패하지 않는다."라며 높게 평가했다.[3] 게다가 2009년 7월 26일 방송 된 《행렬이 생기는 법률 상담소》에서는 "10년 후에는 우에다가 일본 전역을 군림할 것이다. 아리타는 놓쳐도 우에다만은 절대 놓치지 마라.", "된 사람이다.", "우에다는 의협심이 있다." 등 절찬이 이어졌다.

### 가족
- 본가는 프로페인 가스 업자다.

- 2남 1녀 중 차남. 형 우에다 겐스케는 구마모토에서 방송 프로듀서 겸 로컬 탤런트이며, 후지 TV 《성대모사 홍백가합전》에 '우에다 신야를 쏙 빼닮은 사람'으로 참가했었다. 외에도 《크림 어쩌고》에 몇 번 출연하며 공식 사이트의 우에다가 있어야할 곳에 형이 대신 찍혀있기도 했다. 여동생이 있다.

- 바다자갈수어(海砂利水魚) 때 출연했던 자동차 교습소 광고는 형이 제작했으며, 개런티는 불고기 정식 한끼였다.[4]

### 취미, 기호
- 마쓰다 유사쿠의 열혈 팬으로 무명시절에 성묘한 적이 있다. 마쓰다의 성대모사가 굉장히 능하며, 키무라 타쿠야의 사사요청도 있었다.

- 나가부치 쓰요시의 팬인 것 또한 유명. 18세 때 구마모토 현민회관에서 열린 나가부치의 콘서트에서 나가부치가 던진 하모니카를 잡는 데에 성공. 지금도 소중히 보관하고 있다.

- 또한 나카마 유키에의 팬이기도 하다. 나카마가 출연한 연극 《스타 탄생!!》을 제일 앞에서 감상했을 때, "좋아하는 사람이 눈 앞에 있는데, 어째서 안을 수 없는 거야!!"라며 화를 냈다.

- 좋아하는 스포츠는 야구와 볼링. 복싱 체육관에 다니고 있다. 주니치 드래곤즈의 팬. 재수생일 때 워렌 크로마티(요미우리)가 주니치 투수 미야시타 마사미에게 사구 (死球)를 맞은 후 모자를 벗고 사과할 것을 요구했으나 응하지 않은 미야시타를 구타하고 양 팀의 난투극으로 번진 시합 (개최지는 구마모토 후지사키다이 겐에이야구장)을 3루에서 보고있었다.[5]

- 매운 음식을 싫어한다.[6] 커피를 마시지 못한다.

- 중·고교 때는 프로 레슬링에 꽤나 열중했었다.

- 바다자갈수어(海砂利水魚) 때부터 골프를 시작. 2009년 3월에 처음으로 레슨을 시작했다.

- 취미는 영화 감상이며 《터미네이터》, 《다이하드》를 좋아한다.

### 용모
- 트레이드 마크는 천연 펌 헤어 스타일. 방송에서는 "안녕하세요. 천연 펌입니다."라고 소개할 정도였으나, 《세상에서 가장 받고 싶은 수업》(2009년 2월 28일 방송)에서 곱슬머리는 아닌 것이 판명되었다. 1998년에는 금발, 삭발 등을 했었다.

- 《런던 하츠》 기획에서 깜빡 속아 스트레이트 펌을 한 적이 있으나 1시간만에 원래대로 돌아오고 말았다.

### 학창시절
와세다 대학 입학 후 각종 서클의 환영회에 참가했으나, 대개 1차가 끝나면 선배들에게 돌아가라는 말을 들었다. 이유는 듣는 사람 생각하지 않고 혼자 떠들어댔기 때문. 그 후 어떠한 서클에도 속하지 못하고, 대학 생활에 흥미를 잃어 자퇴했다.

### 그 외
- 고소공포증과 폐쇄공포증이 있으며, 관람차에 탔을 뿐인데도 손가락 하나 움직일 수 없다. 때문에 2009년 5월 31일 방송 된 《오샤레이즘》에서는 롤러코스터 앞에서 "정말 미안합니다!"라고 말하며 무릎을 꿇었고, 결국 롤러코스터는 타지 않았다.

- 최면술에 전혀 걸리지 않으므로 최면술 자체를 믿지 않는다.[7]

- 아리타와는 대조적으로 가전제품에 전혀 관심이 없다. 텔레비전 역시 극히 최근까지 14 inch 브라운관 텔레비전을 사용. 상시 영상이 튕겨서 언터쳐블의 시바타 히데츠쿠와 《타이타닉》을 감상할 때는 레오나르도 디카프리오가 두 명으로 보이거나, TRF가 몇 명인지 파악되지 않을 정도였다.[8]

- 기억력이 뛰어나고 암기를 요하는 코너에서 활약할 때가 많다.

- 사람들 앞에서 우는 일은 좀처럼 없다.[8] 2006년 《24시간 TV》에서도 전혀 울지 않았다. '아무도 모르는 울게 만드는 노래'에서는 출연자가 소개된 노래를 들으며 운 적이 많았으나, 우에다는 전혀 울지 않아 니시다 도시유키에게는 "좀 울어라!"는 말을 들었다. 방송에서 운 것은 《크림스튜의 어쩌고》의 기획 '나가부치 쓰요시 왕팬 결정전'이 처음이자 마지막이다.

## 에피소드
- 희극인이 되지 않았다면 TV 아사히 아나운서(또는 프리랜서 아나운서)를 꿈꿨을 것.

- 과거 안잣슈의 고지마 가즈야를 더부살이로 받아줬다. 그 때 고지마는 마음대로 냉장고에서 먹을 것을 꺼내 먹거나, 우에다의 침대를 점령했지만, 우에다는 전혀 화내지 않고 잠든 고지마에게 이불을 덮어줬다.

- 제86회 전국고등학교야구선수권대회 개막 전, 자신이 DJ를 맡은 라디오 프로그램에서 고마자와 대학부속 고교가 우승할 것이라고 장난으로 예상한 것이 적중.

- 2008년 《24시간 TV》의 깜짝 기획에서, "아라타는 어떨지 모르지만, 나는 콤비 해체를 생각한 적이 한 번도 없다.", "내 파트너는 세상에서 가장 죽지 않았으면 하는 사람."이라고 발언하는 등, 콤비애가 강하다.

- 《런던 하츠》에서 열린 '제1회 여성 연예인이 선택한 안기고 싶은 연예인'에서 2표를 얻어 42위였으나, 제2회에서는 4표를 얻어 20위로 순위가 소폭 상승했다.

- 키야마 유사쿠의 아내와는 고교 동창생이다. 키야마의 아내가 본가의 상점가를 걷고 있을 때 당시 바다자갈수어(海砂利水魚)였던 크림스튜가 영업을 갔고, 우에다는 키야마의 아내를 알아봤지만 "거슬리니까 얼른 가!"라고 말했다.

- 1991년 와타나베 겐의 대하드라마에서 시중드는 역할을 맡았다.[9]

- 2009년쯤 기상 후, 물인 줄 알고 세제를 마셔버렸다.[10]

- 노래방에서 다나카 유지가 부른 '관백선서'를 들고 감동받아 운 적이 있다.

## 출연
※크림스튜가 아닌 우에다 신야로 출연한 것.

### 방송
- 오샤레이즘 (2005년 ~ , NTV)
- Going!Sports&News (2010년 4월 3일 ~ , NTV)
- 우에다 채널 (2006년 8월 8일 ~ , TV 아사히 채널)
- 어른학력검정스페셜 학교교과서퀴즈! (2007년 10월 ~ , NTV)
- 우에다 신야의 일본의 숙제 (TV 아사히)
- 인생을 바꾸는 이야기 (2008년 9월 29일, NTV)
- 가르쳐 줘 Mr. 뉴스, 이케가미 아키라의 그렇구나 일본 (2009년 12월 ~ , 후지 TV)
- 마이너리티 리포트 (2010년 10월 ~ , NTV)
- 나카요시 TV (2011년 10월 19일 ~ , 후지 TV) - 매주 수요일 24:45 ~ 25:10

#### 종영 방송
- 천재 TV군 (NHK 교육 텔레비전)
- 알고있니? 24시. (일본 방송)
- 운명의 숫자 (TV 아사히)
- 캘린더 퀴즈 아아- 기억나지 않아 (NHK 종합 텔레비전)
- 우에다 신야와 코사카 카즈히토의 All Night Japan R (일본 방송)
- 전파소년 (NTV)
- 도모 (KBC)
- 다케나카 헤이조, 우에다 신야의 일본의 만드는 방법 (BS아사히, 아사히 뉴스타)
- 아무도 모르는 울게 만드는 노래 (NTV)
- 천재 TV군 MAX 비트월드 (NHK 종합 텔레비전)
- 쓰가루노아이다 (NTV)
- 튜어즈 (TBS)
- 새터데이 밸류 피버 - 그렇구나! 뉴스 대사전 (NTV)

### 드라마
- 1992년 《하지이야기》 - 토오루 역
- 1993년 《불타오르다》
- 2005년 《영의 저편 ~THE WINDS OF GOD~》
- 2009년 《이케멘 소바가게 탐정 ~괜찮아!~》 - 신 역

### 책
- 다케나카 헤이조, 우에다 신야의 일본의 만드는 방법 (2008년, 마이니치 신문 출판)

### 연극
- LOVELETTERS (2004년 파르코극장) - 앤디 역

## 성대모사 레파토리
- 나가부치 쓰요시
- 마쓰다 유사쿠
- 아사노 아츠코
- 쿠로키 히토미
- 이세 코지
- 류코 세이호
- 우치다 유야
- 야스오카 리키야
- 미즈타니 유타카
- 석양의 조
- 초슈 리키(곽광웅)
- 시무라 켄
- 모모이 카오리
- 기타노 다케시
- 다테 기미코